# Perisomena wiskotti
Perisomena wiskotti är en fjärilsart som beskrevs av Friedrich Wilhelm Niepelt 1914. Perisomena wiskotti ingår i släktet Perisomena och familjen påfågelsspinnare. Inga underarter finns listade i Catalogue of Life.